# 대한민국 해병대
대한민국 해병대(大韓民國 海兵隊, 영어: Republic of Korea Marine Corps, ROK Marine Corps, ROK Marines, ROKMC)는 대한민국 해군 예하의 해병대이며, 국가전략 기동부대로서 상륙작전을 주임무로 수행하여 육해공 어디서든 작전수행이 가능한 전천후 기동부대이다. 현재 K-1A2, K-1E1전차와 K9 자주포, 상륙돌격장갑차 (KAAVP7A1) , MUH-1 마린온 등 상륙작전에 필요한 장비를 갗추고 필요한 교육훈련을 실시하고 있다.

## 개요
처음 대한민국 해병대는 해상에서 육지로 전력을 전개하기 위한 목적으로 출발하였으나, 현재는 헬기와 수송기를 통한 공중 기동도 가능해지면서 육, 해, 공의 영역을 아우르는 입체적인 고속기동 상륙작전이 가능토록 편성되고 훈련되며 발전하고 있다.
2016년 현재 2개 사단, 2개 여단, 연평부대, 진해 해군기지사령부 육상경비대대, 사령부, 교육훈련단, 지원부대들로 구성되어 있다.
현재 해병대의 병력은 29,000명 수준이다.

## 역사

### 초기
여수 10.19 사건의 결과에 따라 상륙전을 담당할 부대의 필요성을 검토하여 미국 해병대를 모방하여 1949년 4월 15일 경상남도 창원군 진해읍에 위치한 덕산 비행장에서 대한민국 해병대가 창설되었다. 5월 5일, 대통령령 제88호로 해병대령이 공포되었다.
그들을 지휘할 최초의 해병 사령관은 신현준 중령, 해병 참모장은 김성은 통제부 교육부장이었다. 초기 핵심 장교들은 대부분 일본 제국의 괴뢰국이었던 만주국 육군의 장교 출신이었다. 그리고 부대원은 해군 장교 26명, 부사관 54명, 병 300명으로 구성되었다. 8월 1일 해군에서 장교와 부사관을 증원받고, 해군 병 14기 중에서 440명을 해병대 병 1기로 특별모집받아‚ 2개 대대 규모로 편성되었는데, 이들은 8월 15일 광복절 4주년 기념식에서 사열하면서 최초로 모습을 대외적으로 드러내었다.
그리고 같은 해 9월, 신영철과 김행래에 의해 작사·작곡하고 이병걸이 편곡한 〈나가자 해병대〉가 해병참모장 김성은 대령을 위원장으로 한 군가제정위원회에서 공식적으로 해병대의 군가로 제정되었다.
8월 29일, 진주에 전개한 김성은의 대대가 4개월간 지리산 조선인민유격대를 토벌하고 같은 해, 12월 29일 제주도에 상륙하여 옮겨가 이듬해 1950년 7월까지 약 약 7개월 동안 제주읍과 모슬포를 근거지로 하고 공비를 토벌하였다.

### 6.25 전쟁

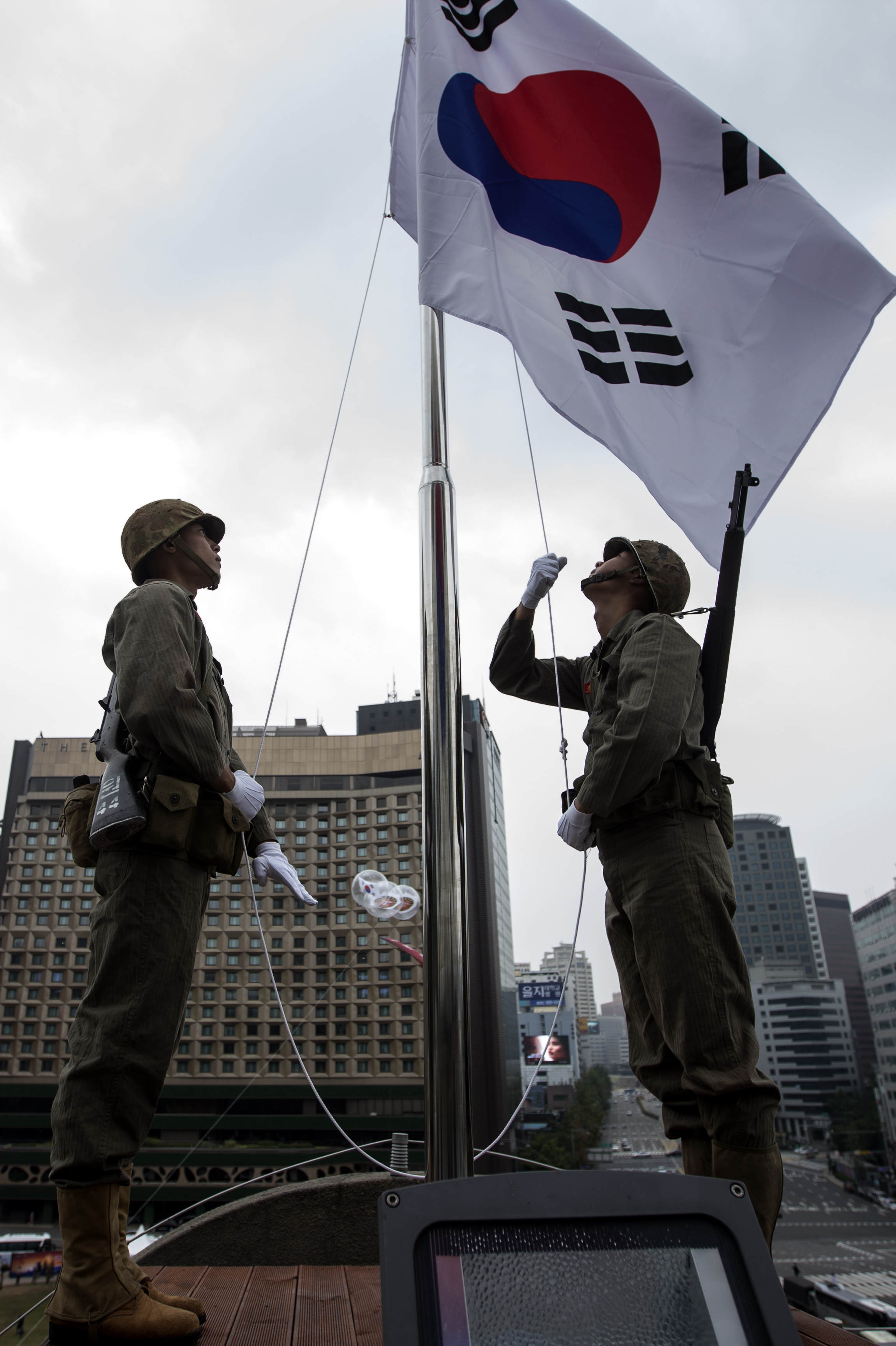
한국전쟁 시대의 해병대 군복

1950년 8월 17일 통영 상륙 작전에서 김성은 대령이 지휘하는 해병대 김성은 부대는 조선인민군 제7사단 예하부대를 격파하고 통영을 탈환하는데 성공하였다. 이후 "귀신 잡는 해병대"라는 애칭이 생겨났다는 설이 전해지지만 정확한 유래는 밝혀지지 않았다.
인천 상륙 작전을 앞두고 신현준 사령관이 제주도의 해병대사령부에서 신병 3,000명을 모집하고 해병대 김성은 부대 2개 중대를 보강하여 1개 연대급으로 편성, 미 제1해병사단 5연대에 배속되어 9월 15일 인천 상륙 작전에 참가하였고 월미도의 적색해안으로 상륙하였다.(당시 미 제1해병사단이 편의상 "대한민국 해병대 제1연대" 라는 호칭을 사용한 것으로 실제 해병대 제1연대 창설은 1950년 12월 20일이다.)
9월 27일 서울로 진격하여 중앙청에 태극기를 게양하고 다음날 9월 28일 조선인민해방군의 잔여병력을 소탕함으로써 대한민국의 수도를 되찾았다. 이후, 전세가 기울어 국제 연합군이 혜산진까지 진격하자, 대한민국 해병대는 각각 원산과 함흥 지역에 상륙하여 전투를 수행하였다. 그러나, 10월 25일 중국 인민해방군이 증원되어 한반도로 진입해오자, 각 지역에 있던 해병대는 일제히 철수하여 진해로 집결하였다. 12월 20일, 제5독립대대를 창설하였다.
1951년 6월 4일, 미국 제5해병연대가 도솔산을 탈환하는데 실패하자, 제1연대는 그들과 임무를 교대하여 중국 인민해방군 제5군단 예하 제12사단과 제32사단을 상대로 6월 20일까지 전투를 지속하여 2개 사단을 격파하였다. 8월 19일 대통령 부대표창을 수여받았다. 8월 30일에는 김일성 고지에서 제3군단 예하 제1사단을 상대로부터 9월 4일까지 4일간 공방전을 벌여 제924번 "김일성" 고지와 제1026번 "모택동" 고지를 탈환하였다. 전후, 미국 측에서는 이 전투를 단장의 능선 전투로 명명하였다.
1952년 제1연대와 제5독립대대가 합병하여 제1전투단으로 재편성되었다.
1953년 한국 전쟁이 휴전되자, 해병대는 조직의 정비를 시작하였다. 제1전투단은 경기도 파주군 아동면으로 이동하고 1954년 2월 1일 제1여단으로 증편한 뒤, 3월 14일 미국으로 귀환하는 미국 제1해병사단에게서 전술책임지역(TAOR)의 작전지휘권을 인수하였다. 그리고 이듬해 1955년 1월 제1여단에서 해병대 제1사단으로 증편되고, 3월 26일 사령부가 경상남도 부산시에서 서울특별시 용산구 후암동 남산 기슭으로 옮겨졌다.
1959년 2월 26일, 그때까지 경기도 파주군과 김포군에 주둔했던 제1사단은 제1연대에서 차출한 대원들을 근간으로 제1임시여단을 창설한 뒤 이 제1임시여단에게 김포반도의 경비를 맡기고 3월 12일 포항시로 이동하였다.

### 베트남 전쟁

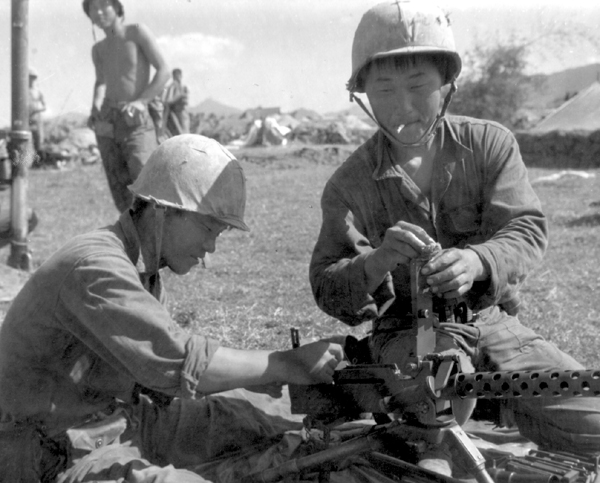
주 베트남 2해병여단의 병사들

1965년 9월 20일 베트남 전쟁 파병을 위해 해병대 제2여단 "청룡부대"를 창설하고 남베트남으로서 파병하였다. 1965년 10월 9일 깜라인에 상륙한 청룡부대는 주월한국군사령부의 통제 아래에서 1972년 2월 24일까지 6년 4개월 동안 짜빈동 전투 등 수많은 전투에서 활약하였다. 1966년 11월 14일 제2여단이 베트남 전쟁에 파견되어 생긴 전력의 공백을 메꾸기 위해 신규 병력을 증원하면서 편성된 제5연대를 1966년 11월 23일 제5해병여단으로 재편하여 김포반도에서 휴전선 경계 임무를 맡고 있던 제1임시여단과 임무를 교대하였다. 김포 경비 임무를 마친 제1임시여단은 제1사단으로 복귀하여 연대로 되돌아갔다.
1972년 1월 4일, 청룡부대가 귀국하는 즉시 해체되고 명칭만 제5해병여단으로 이전할 것이라 밝혔다. 파리 평화협정이 발효됨에 따라 청룡부대도 철수를 시작하였으며, 2월 24일 베트남 공화국에서 완전히 철수하였다. 예정이 바뀌어 1973년 7월 경상북도 대구시에서 제3야전군 서부전선으로 이동하여 김포에 주둔하고 있던 제5해병여단과 김포 경비 임무를 교대하였다.

### 사령부 해체
효율적인 군대 운영을 위해 재편성하라는 박정희 대통령의 지시로 마련된 "국방부 훈령 제157호"에 의거하여 해군으로 지휘통제를 통합하게 되어 편성된 해군참모부에 해병대 사령관이 해군 제2참모차장으로 취임하면서, 1973년 10월 10일 해병대 사령부가 공식적으로 해체되었다. 해병대 사령부가 해체되면서 1958년 창설된 해병대 항공대도 해체되어 장비와 인원은 모두 해군으로 이관되었다. 해군에는 보병 병과가 신설되었으며 해병대 사령부가 해체되면서 남은 옛 해병대 인원은 전원 해군 보병에 편입되었다.

### 사령부 재창설 이후

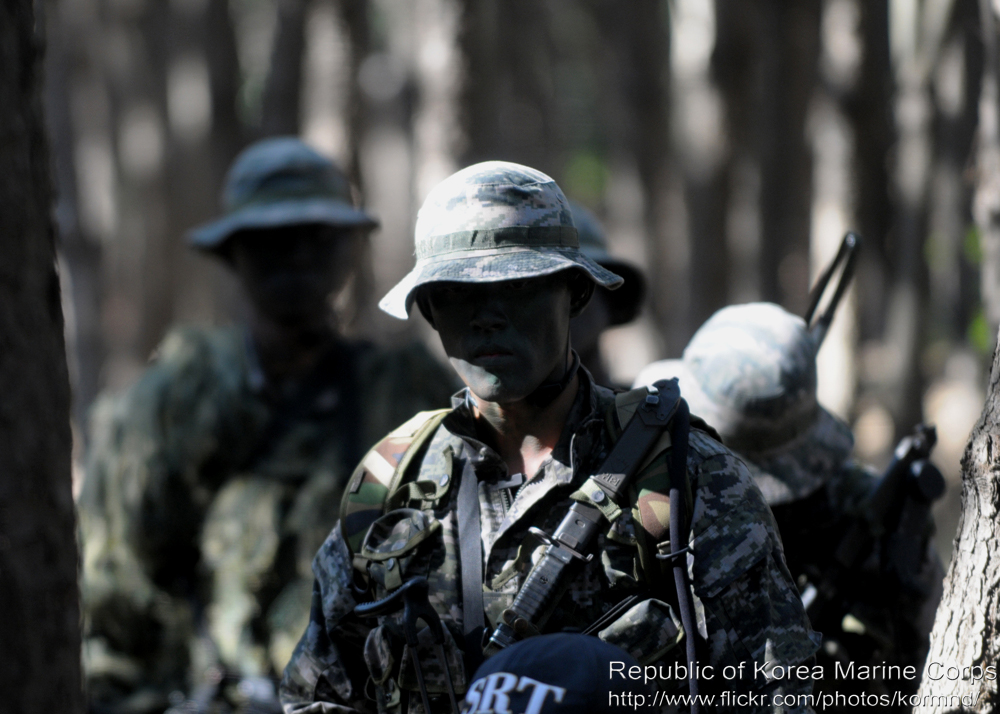
2012년 대한민국 해병대 훈련 모습

1987년 11월 1일 14년간 해군에 통합되어 운용되면서 나타난 문제점을 해결하기 위해 해병대 사령부를 재창설하였다. 그러나, 권한과 책임사상 등이 보완되지 않아, 해병대 인사관리 문제를 해결하기 위해 1990년 8월 1일 법률이 개정되면서 해병대 사령관의 지휘권한이 회복되었다. 1992년 12월 1일 한미연합군사령부 예비 전력 부대로서의 임무를 수행하기 위해 "연합 해병대 사령부"(Combined Marine Component Force Command; CMFC)가 창설되었다.
2005년 노무현 대통령이 제시한 국방개혁 2020 계획이 재정되어 제6해병여단과 연평부대가 해체되고, 백령부대와 제주부대를 창설하고 정보단과 통신단을 정식으로 편제할 예정이었다. 그러나, 비용 등의 문제와 조선인민군 제4군단에 의한 연평도 포격으로 해병대의 신속 대응에 문제가 제기되고 계획이 폐지됨으로써 취소되었다. 이명박 대통령이 주도하여 기획한 국방개혁 307계획에 따라 해병대 사령관이 겸임 지휘하는 서해5도에서의 조선인민군의 위협에 빠른 대응을 이끌어내기 위해 합동 사령부인 서북도서방위사령부를 설치하였다. 그리고 국방개혁 2020의 일부 계획안인 제주부대, 정보단과 통신단의 창설 계획을 되살리고, 신속대응과 공중, 지상 기동작전을 가능하게 하는 구조로 바꾸기 위해 사령부 직할 항공단의 창설을 추가하였다.
2017년 도입 예정인 상륙기동헬기 32대를 직접 운용 여부는 김관진 국방장관 주재 군무회의에서 최종 확정예정이다. 해병대는 1973년 해병대사령부의 해체 이후 해군에 통합된 이후 44년 만에 항공 전력을 갖추게 된다. 해병대는 1973년 10월 해군에 통합되면서 12대의 헬기와 125명의 운용요원 모두 해군으로 소속이 바뀌었으며 1987년 11월 해병대 사령부가 재창설되었지만, 항공기는 돌려받지 못했다.

## 해군과의 관계

### 해군과 예산권 분리
해병대가 2013년 하반기부터 예산과 관련한 사실상 일체의 권한을 해군으로부터 넘겨받게 될 예정이다. 이와 관련해 최근 국방부는 방위사업법 시행령과 시행규칙 개정안을 입법예고한 것으로 확인했다.
국방부에 따르면 2013년 4월 4일 방위사업추진위원회 위원에 해병대 부사령관을 포함하고 무기체계 등의 `소요요청기관`에 해병대를 해군과 분리해 별도로 명시하는 내용을 골자로 하는 방위사업법 시행령과 시행규칙 개정안을 입법예고했다.
시행령ㆍ시행규칙이 개정되면 해병대 사령관이 직접 방위사업청장이나 합참의장에게 필요한 무기체계 소요를 제출할 수 있다. 그동안 해병대는 법적으로 해군에 소속돼 있어 해군을 통해서만 필요한 장비나 무기에 대한 소요를 제기할 수 있었다. 또한 국방장관이 2012년 6월 군무회의에서 상륙기동헬기 32대를 해병대에서 운영하도록 결정했다.

## 병과
| 병과 - 보병과 - 포병과 - 기갑과 - 정보과 - 공병과 - 항공과 - 정보통신과 | - 군수과 - 재정과 - 정훈과 - 군사경찰과 |

## 인사

### 사령관
해병대 사령관은 중장 계급의 고위 장교가 국군조직법 제10조 3항에 따라 해군참모총장의 명령을 받아 해병대를 지휘통제한다. 현재 사령관은 주일석 중장이며, 서북도서방위사령관, 평시 한미연합해병구성군사령관 또한 겸임한다. 기존에는 해병대사령관은 중장까지만 진급이 가능하였으나, 군인사법 개정 이후 대장 진급이 가능해졌다.

### 장교양성
해병대 장교는 해군사관학교 졸업, ROTC(학군사관후보생), OCS(사관후보생) 3가지 경로를 통해 임관하게 된다. 해군사관생도는 졸업 시 해군(항해), 해병대(상륙) 중 자신의 진로를 스스로 선택하여 소위로 임관한다. ROTC의 경우 전국대 ROTC 임관자는 졸업 전 해병대 장교 임관을 신청할 경우 모집인원 내 경쟁을 거쳐 일부 인원이 해병 소위로 임관하게 되며, 한국해양대와 제주대 ROTC는 졸업과 함께 해병 소위로 임관하게 된다. 끝으로 OCS는 4년제 대학과정을 수료한 뒤 해병대 장교로 지원하여 12주간의 군사훈련 후 해병대 소위로 임관하는 경우이다.
2012년 6월 27일 특히 해병대는 단국대학교와 해병대군사학과의 신설을 위한 협약을 체결하여,, 2013년 해병대 장교 양성의 폭을 넓혔다. 해병대군사학과 학생은 4년간 등록금 전액을 지원받는 것은 물론, 전원 기숙사 생활을 하며 기숙사비 역시 면제를 받고, 졸업 후 OCS 해병대 소위로 임관해 의무복무기간(7년)을 거치게 된다.

## 편제
- 사령부 - 경기도 화성시

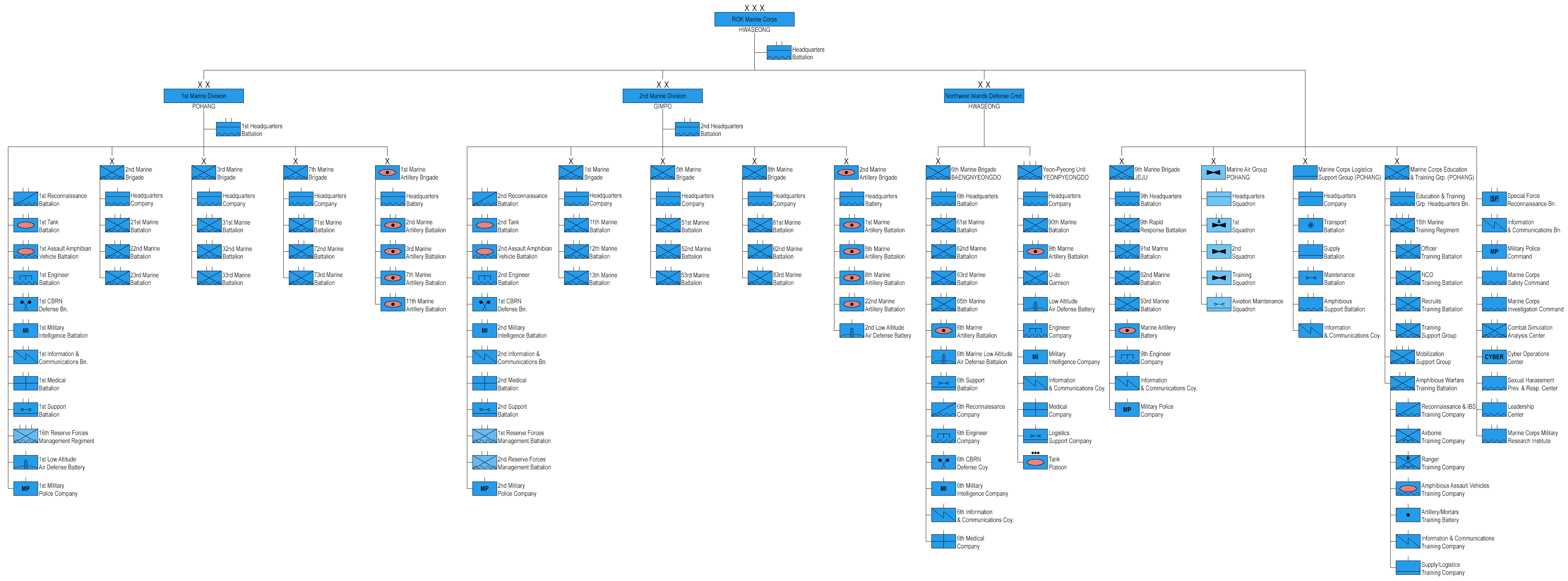
대한민국 해병대 편제 구조 2025

  - 해병대 교육훈련단 - 경상북도 포항시
    - 본부대대
    - 상륙전교육대대
    - 제15해병교육연대
    - 제16예비군관리연대
    - 동원지원단

  - 해병대 항공단 - 경상북도 포항시
  - 해병대 군수단 - 경상북도 포항시
    - 기동군수대대
    - 상륙지원대대
    - 보급근무대대
    - 수송대대
    - 정비대대
    - 정보통신중대
    - 본부대

  - 해병대 제1사단 "해룡" - 경상북도 포항시
    - 신속기동부대[15]
    - 제2해병여단 "황룡"
    - 제3해병여단 "킹콩"
    - 제7해병여단 "맷돼지"
    - 제1해병포병여단 "불사조"
    - 제1공병대대
    - 제1상륙돌격장갑차대대
    - 제1수색대대
    - 제1전차대대 “백사자”
    - 제1정보통신대대
    - 제1지원대대
    - 제1화생방지원대
    - 제1의무대대
    - 제1본부대대
    - 제1항공대

  - 해병대 제2사단 "청룡" - 경기도 김포시
    - 제1해병여단 "선봉"
    - 제5해병여단 "상승"
    - 제8해병여단 "백호"
    - 제2해병포병여단 "백상아리"
    - 제2수색대대
    - 제2상륙돌격장갑차대대
    - 제2전차대대
    - 제2공병대대
    - 제2정보통신대대
    - 제2의무대대
    - 제2본부대대
    - 제2군사경찰대
    - 제2항공대
    - 제2군수대대
    - 제1예비군관리대대
    - 제2예비군관리대대

  - 해병대 제6여단 "흑룡" - 인천광역시 옹진군
    - 서해5도 주둔지
    - 제61대대
    - 제62대대
    - 제63대대
    - 제65대대
    - 포병대대
    - 제6수색중대
    - 전차중대
    - 제6군수지원대대
    - 정보중대

  - 해병대 제9여단 "백룡" - 제주특별자치도 제주시
    - 제91대대
    - 제92대대
    - 제93대대
    - 포병대대
    - 신속대응대대

  - 연평부대 "공룡" - 인천광역시 옹진군 연평면[16]
    - 제90보병대대
    - 제9포병대대
    - 우도경비대
    - 군수지원대
    - 전차중대
    - 방공중대
    - 정보통신중대
    - 본부중대

해군 진해기지사령부를 방어하기 위해 마찬가지로 사령부 예하 해병부대가 주둔하고 있는데, 이 부대는 육상경비대라고 불리는 대대가 주둔하고 있다.
해병 부대의 명칭은 1973년에 사령부가 폐지된 후에는 해병대라는 명칭을 공식적으로 쓰지 못하고 "해군 제1해병(상륙)사단"과 "해군 00해병대대" 등으로 호칭되었다가, 1987년 해병대사령부가 재창설된 이후엔 다시 '해병대'라는 명칭을 사용하게 되었고 예하 부대명도 해군을 해병으로 대체한 "해병 제1사단", "해병 제00대대" 등으로 부대 공식표기명이 바뀌었으며 공식문서와 부대기에도 명칭 표기를 변경하였다.
- 신속기동부대와 관련된 외국 언론의 오보와 영어 위키백과에서의 허위정보 전파

2016년 3월 10일, 대한민국 언론에서 해병대 1사단에 연대급 신속기동부대 (별칭 '스파르탄 3000')가 편성되었다는 보도를 한 이후 연합뉴스의 보도를 인용한 영국 데일리 텔레그래프와 미국 디플로맷츠 두 언론사에서 원문에는 없는 내용인 대한민국이 북한에 침투하여 특수작전을 펼치는 '스파르탄 3000'이라는 이름의 특수부대를 창설했다는 내용의 번역 오류 혹은 의도적 과장 기사를 발행하였다.
그 후 2017년 9월 4일, 송영무 국방장관이 김정은 등 북 지도부 참수작전을 실행할 특수부대를 2017년 12월에 창설을 한다고 국회 국방위에서 발표한 후 뉴질랜드 헤럴드를 비롯한 일부 외국 언론에서 오해를 하여 대한민국에서 '스파르탄 3000'이라는 명칭의 참수작전을 실행하는 특수부대로 2017년 연말에 창설될 것이라는 오보를 발행하였다.
'스파르탄 3000'은 현재의 해병대 신속기동부대가 2016년 3월에 편성되었을 당시 사용한 임시 별칭이었을뿐이며실제로 북 지도부 참수작전을 임무로 하는 특수부대는 육군특수전사령부 예하의 소위 '김정은 참수부대'로 불리는 제13특수임무여단으로 2017년 12월 1일에 창설되었다.
그리고 영어 위키백과의 외국인 유저가 위에 설명한 서양 언론의 오보 기사들을 이용하여 영어 위키백과 'List of military special forces units (특수부대 목록)' 문서에 'Spartan 3000(스파르탄 3000)'을 대한민국의 특수부대 중 하나라고 등재시켰다.
그 후 동일 외국인 유저가 '스파르탄 3000' 삭제 토론에서 제시된 국민신문고를 통한 대한민국 해병대의 공식 답변과 한국 언론 기사를 무시하고 편집을 계속 되돌리며
오히려 '김정은 참수부대'로 불리는 제13특수임무여단 창설을 다룬 2017년 9월 12일자 뉴욕 타임즈 기사
를 '스파르탄 3000'의 근거자료로 속이기까지 하면서 계속해서 대한민국 해병대와 관련된 허위 정보를 전세계에 전파시키고 있다.

## 문화와 전통

### 복장, 상징
해병대는 붉은 명찰과 팔각모로 상징된다. 붉은 명찰은 피와 정열, 용기, 신의, 약동하는 젊음을 의미하며, 글자색인 황색은 땀과 인내를 의미한다. 미 해군과 해병대 작업모에서 유래한 팔각모는 신라시대 신라인의 정신이기도 하였던 화랑도 정신인 《오계》와 세 가지 ‘금기’를 포함하며 ‘팔계’의 뜻을 가지고 있다. 구체적인 의미는 다음과 같다.
- 사군이충(事君以忠), 국가에 충성하라.
- 살생유택(殺生有擇), 뜻 없이 죽이지 말라.
- 사친이효(事親以孝), 효도하라.
- 교우이신(交友以信), 벗에게 믿음으로 대하라.
- 임전무퇴(臨戰無退), 전투에 후퇴하지 말라.

또한 세가지 금기는 다음과 같다.
- 금욕(禁慾), 욕심을 버려라.
- 진유흥(愼遊興), 유흥을 삼가라.
- 진허식(愼虛飾), 허식을 삼가라.

## 논란

### 은유적 표현
2011년 군인권센터 조사 결과 해병대에선 해병대에 관한 은유적 표현이 많은 것으로 조사되었으며, '해병대 역사는 밤에 이루어진다'는 "해병대는 밤에 맞으면서 교육받는다"는 뜻이었으며 '해병대는 말이 없다'는 "내부 고발하는 해병은 해병이 아니다"라는 뜻으로 통용되는 것으로 나타났다.

### 대처
2011년 7월 강화도 해병대 2사단 총기난사 사고 직후 국방부가 7월 11일부터 7월 29일까지 전 부대를 대상으로 병영 내 악·폐습 근절을 위한 교육과 자체 점검을 실시하였다.
2011년 해병대는 구타 등으로 빨간 명찰이 회수된 병사는 징계 절차 등을 마치고 빨간 명찰이 없는 상태로 타부대로 전출 뒤 재활교육을 거쳐 명찰 회복식을 갖도록 할 계획이다.
국방부는 구타행위가 계속 적발됨에 따라 향후 인성결함자들의 입영을 차단하기 위해 인성검사 절차도 '병무청→교육단→자대'의 3단계에서 '병무청→교육단→교육대→실무'로 한 단계 강화하기로 했다.
2011년 7월 해병 2사단의 강화도 총기 난사 사건 이후 해병대가 가혹행위를 한 병사의 군복에서 해병대원의 상징인 '빨간 명찰'을 떼기로 방침을 정한 뒤 해병 2사단이 최근 특별명령을 예하부대에 내려 자체 조사한 결과 구타와 가혹행위, 병영 부조리 행위 등으로 35명이 적발돼 징계조치를 받았거나 진행 중이며, 징계 조치와는 별도로 군복에 부착된 '빨간 명찰'을 회수당했다.

### 대처에 따른 효과
병영 내 악·폐습 근절을 위한 교육과 자체 점검 등을 실시한 이후 국방부 특별검열단이 2011년 8월 23일부터 9월 1일까지 20개 팀으로 나눠 해병대 장병 8천25명을 상대로 실시한 설문조사에서 '구타 및 가혹행위가 필요하다고 보느냐'는 질문에 22.2%(1천813명)가 '필요하다'고 답했다.
또 특별검열단의 특별점검 결과, 구타·가혹행위자가 63명이 추가로 적발됐다. 이 중 장교는 2명, 부사관이 13명이었고 일반 병이 48명이었다.
또한 구타·가혹행위에 대한 처벌이 제대로 이뤄지지 않았다는 지적도 나왔다.
0사단의 경우, 자세가 불량하다는 이유로 뺨, 뒤통수, 허벅지, 정강이 등을 5~6회씩 때리고, 목조르기 등을 실시한 해병에 대한 징계는 휴가 제한이 전부였다. 00사단에서는 중사 진급 예정자인 하사관이 진단 6주가 나올 정도로 머리 박기, 군화발 폭행, 뺨 때리기 등의 가혹행위를 했는데도 벌금 200만원에 견책 처분만 내려졌다.

## 사진첩

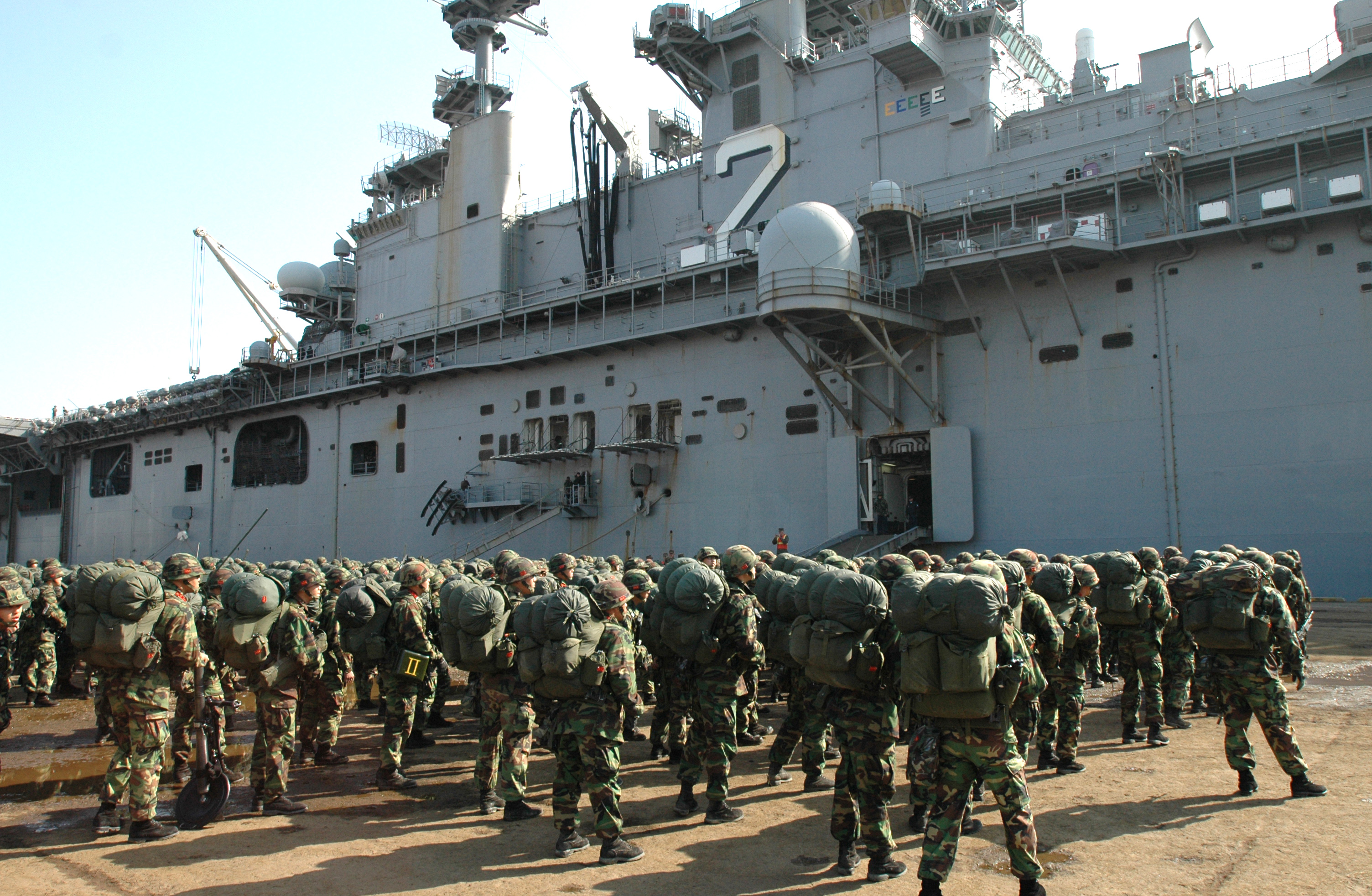
Foal Eagle 2007 훈련에서, 강습상륙함 USS 에식스 (LHD-2)에 탑승하기 위해 대기하고 있는 해병대 장병들
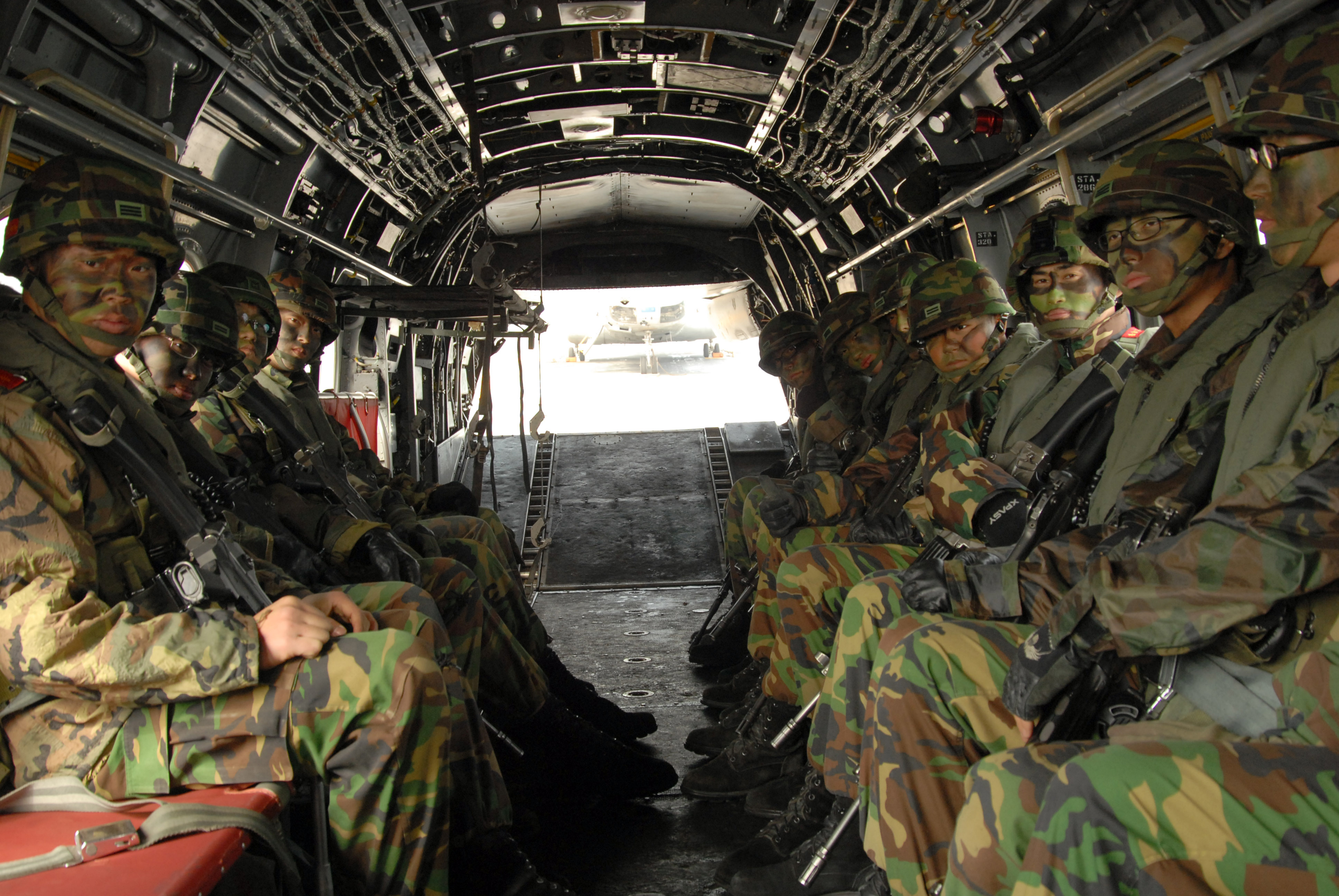
한국의 만리포 해변에서 실시된 Foal Eagle 2007 훈련에서, 한국 해병대가 미국 해병대의 CH-46E 헬리콥터에 탑승해 앉아 있다
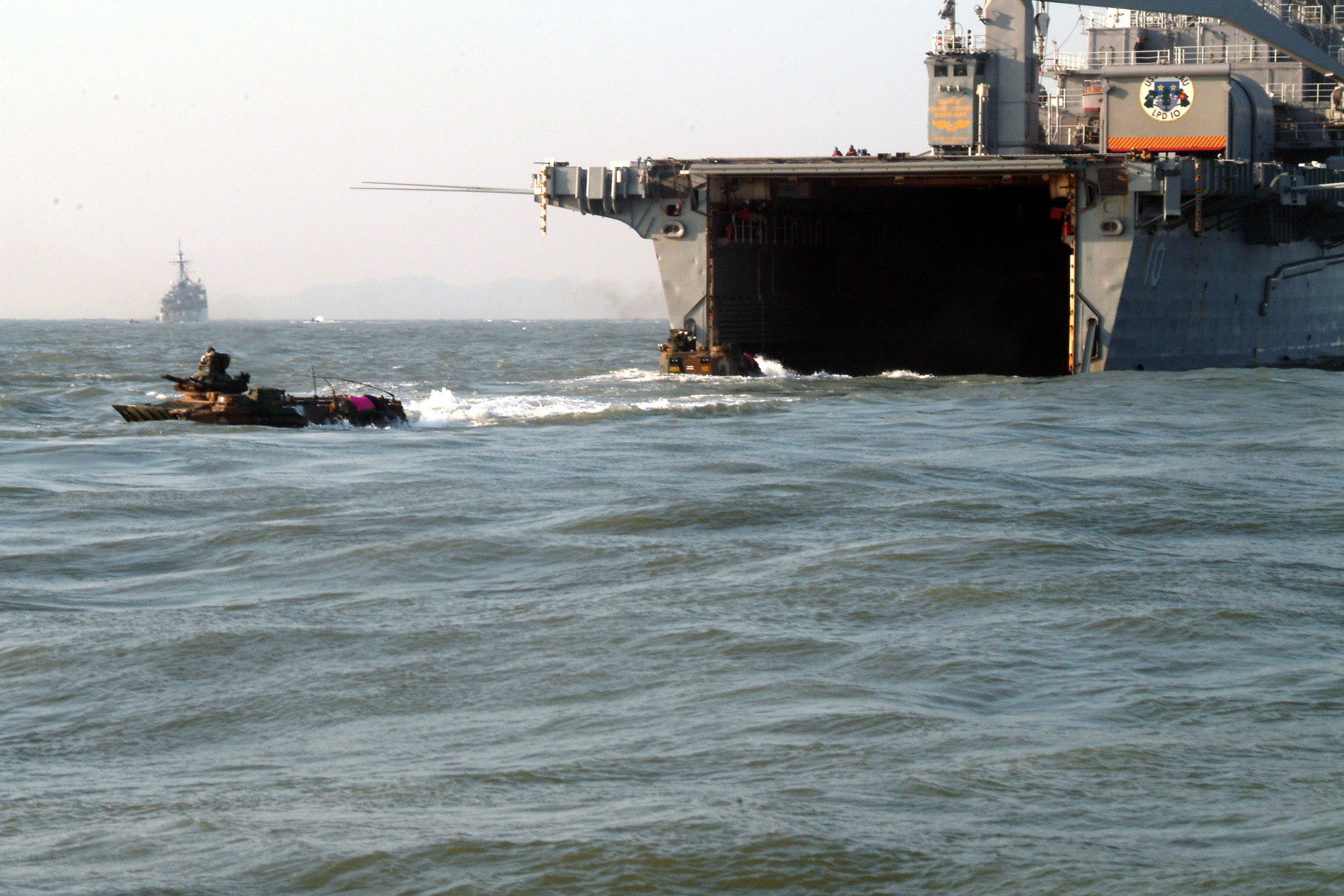
한국의 만리포 해변에서 실시된 RSOI와 Foal Eagle 2006 훈련에서, 미국 상륙정함 USS Juneau (LPD 10)에서 출발중인 한국 해병대의 수륙양용장갑차
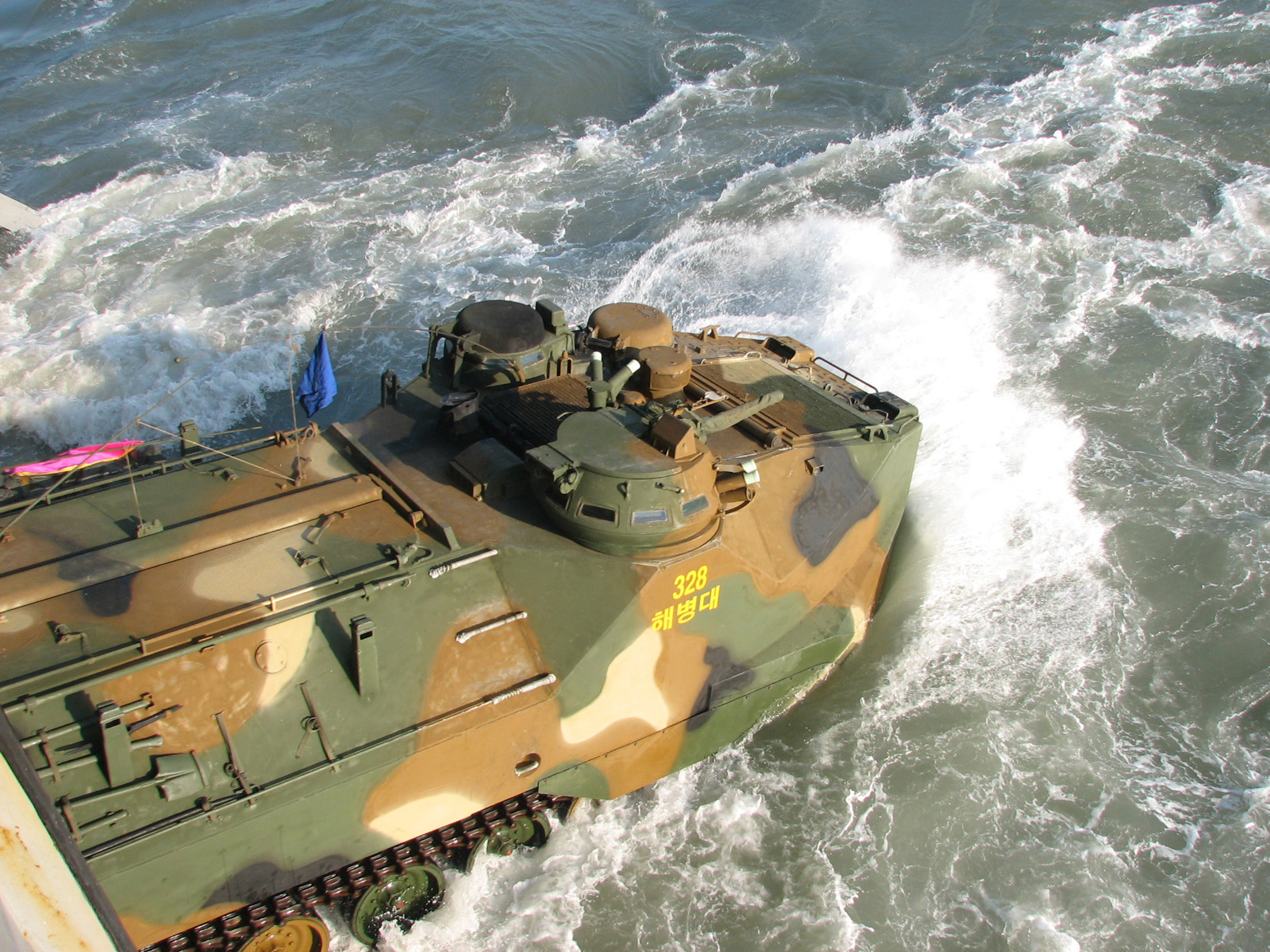
한국의 만리포 해변에서 실시된 RSOI 와 Foal Eagle 2006 훈련에서, 상륙훈련중인 한국 해병대의 수륙양용장갑차
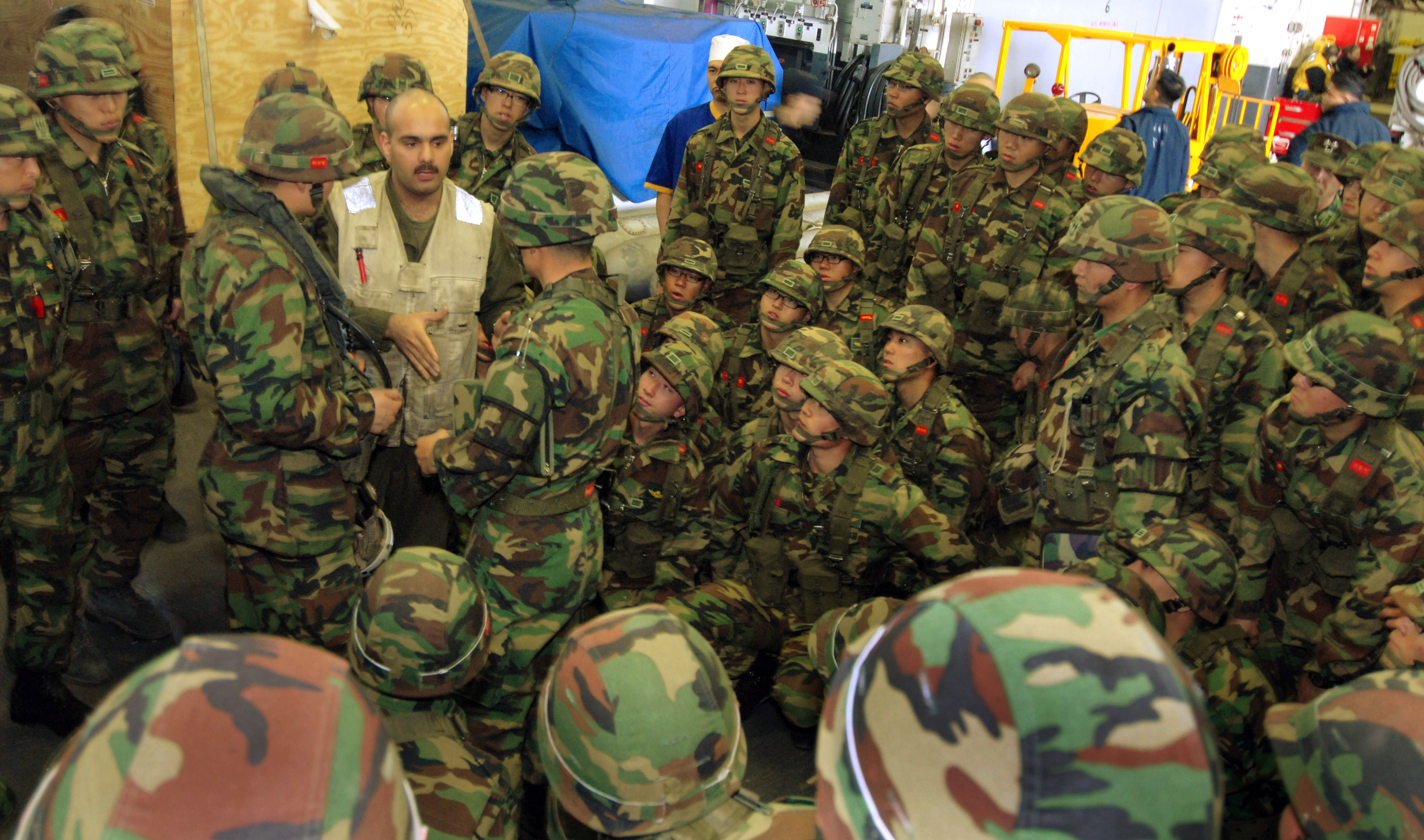
Foal Eagle 2007 훈련에서, 미국 강습상륙함 USS 에섹스 (LHD 2)에 탑승한 한국 해병대에게 구명조끼 입는 법을 가르치고 있는 미군 부사관
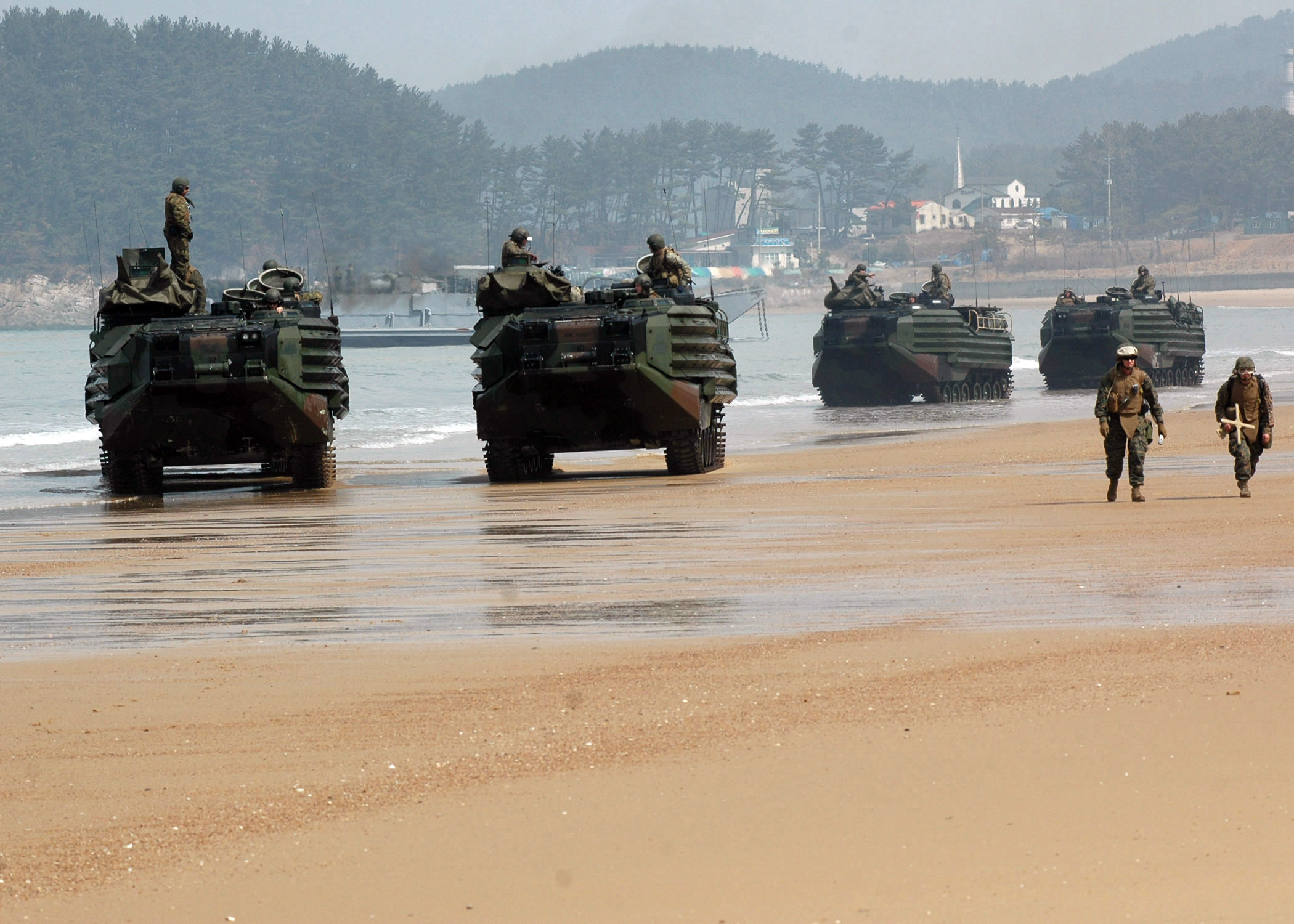
Foal Eagle 2007 훈련에서, 한미 해병대를 수송하기 위해 대기하고 있는 수륙양용장갑차들

## 주요 해병대 출신인
- 감스트
- 이동현
- 김봉준
- 민호
- 박찬종
- 안병훈
- 김호
- 정병국
- 박명기
- 신학용
- 중광
- 황석영
- 임혁필
- 임채무
- 김흥국
- 김상중
- 이정
- 이후
- 남진
- 윤항기
- 최희준
- 홍성철
- 김기덕
- 정석원
- 홍사덕
- 현빈
- 전태규
- 오종혁
- 윤시윤
- 송재희
- 허정무
- 최희암
- 우범곤
- 최철원
- 윤요섭
- 권오준
- 민태호
- 류형우
- 김한원
- 윤태웅
- 유명성
- 최필립
- 김원일
- 김동현
- 강성태
- 황라열
- 오기택
- 홍훤
- 이찬혁
- 최민
- 로이킴

## 같이 보기
- 대한민국 해군
- 대양해군
- 서북도서방위사령부
- 짜빈동 전투
- 인천 상륙 작전
- 연평도 포격
- 미국 해병대
- 보호 관심 병사
- 기수열외
- 빈호아 학살
- 퐁니·퐁넛 양민 학살 사건
- 하미 마을 학살 사건
- 강화도 해병대 총기 난사 사건
- 해병대 민항기 오인 사격 사건
- 태안 사설 해병대 캠프 실종 사고
- 2007년 강화 총기 탈취 사건
- 해병대 공군비행학교 습격사건